# اون‌یکی‌ها
مردانی دیگر (به انگلیسی: The Other Guys) فیلمی کمدی_پلیسی به کارگردانی آدام مک‌کی محصول سال ۲۰۱۰ آمریکا است که از بازیگران اصلی آن می‌توان به ویل فرل، مارک والبرگ، مایکل کیتون، ساموئل ال. جکسون، دواین جانسون و اوا مندس اشاره کرد.
این فیلم چهارمین همکاری از پنج همکاری ویل فرل و آدام مک‌کی پس از فیلم‌های گوینده: افسانه ران برگندی (۲۰۰۴)، شب‌های تالادگا (۲۰۰۶) و برادران ناتنی (۲۰۰۸) و قبل از گوینده ۲: افسانه ادامه دارد (۲۰۱۳) محسوب می‌شود. همچنین این فیلم، نخستین همکاری فرل و مارک والبرگ است، آن‌ها در سال‌های بعد در دو فیلم خونه بابا (۲۰۱۵) و خونه بابا ۲ (۲۰۱۷) با یکدیگر هم‌بازی شدند.
مردانی دیگر در تاریخ ۶ آگوست ۲۰۱۰، در سینماهای ایالات متحده، با استقبال خوب منتقدان که از شیمی بین بازیگران و سکانس‌های اکشن و طنز تمجید کردند، اکران شد و در سراسر جهان بیش از ۱۷۰ میلیون دلار فروش رفت.

## خلاصه داستان
تری و آلن دو کارآگاه در پلیس نیویورک هستند که هیچ‌کس در اداره به آن‌ها اهمیت نمی‌دهد و اکثر اوقات آن‌ها صرف نگاه کردن به یکدیگر و پشت میز نشینی می‌گذرد. تا اینکه تری از این وضعیت خسته شده و تصمیم می‌گیرد کاری کند که همه به آن‌ها افتخار کنند؛ بنابراین این دو پلیس بی‌تجربه سعی می‌کنند تا مأموریت‌هایی را به عهده بگیرند که خطر و هیجان بیشتری در آن وجود دارد. اما انجام این مأموریت‌ها قطعاً مشکلاتی برای آن‌ها دارد.

## بازیگران
- ویل فرل در نقش آلن گمبل
- مارک والبرگ در نقش تری هویتز
- اوا مندس در نقش شیلا راموس
- مایکل کیتون در نقش کاپیتان جین
- استیو کوگان در نقش دیوید ارشون
- ری استیونسون در نقش راجر وزلی
- ساموئل ال. جکسون در نقش کارآگاه پی.کی های‌اسمیت
- دوئین جانسون در نقش کارآگاه کریستوفر دانسون
- لیندسی اسلون در نقش فرانسیس
- راب ریگل در نقش کارآگاه ایوان مارتین
- کریس گثارد

## جوایز
- برنده جایزه کمدی بهترین فیلم کمدی
- نامزد جایزه کمدی بهترین بازیگر نقش اول مرد کمدی برای ویل فرل
- نامزد جایزه کمدی بهترین کارگردان فیلم کمدی برای آدام مک‌کی